# Leptogalumna reducta
Leptogalumna reducta är en kvalsterart som beskrevs av Sandór Mahunka 1996. Leptogalumna reducta ingår i släktet Leptogalumna och familjen Galumnidae. Inga underarter finns listade i Catalogue of Life.